# الاضطرابات المدنية الألبانية
الاضطرابات المدنية الألبانية عام 1997، المعروفة أيضًا بالتمرد الألباني، أو الاضطرابات الألبانية أو أزمة الهرم، هي فترة من الاضطرابات المدنية في ألبانيا عام 1997، أشعلتها إخفاقات السلاسل الهرمية. أُسقطت الحكومة وقُتل أكثر من 2000 شخص. تعتبر إما تمردًا، أو حربًا أهلية، أو تمردًا تطور إلى حرب أهلية.
بحلول يناير1997، كان المواطنون الألبان، الذين خسروا ما مجموعه 1.2 مليار دولار أمريكي (أي ما متوسطه 4000 دولار لكل شخص في جميع أنحاء البلاد)، قد خرجوا إلى الشوارع للتظاهر. منذ فبراير، انطلق آلاف المواطنين باحتجاجات يومية تطالب برد التكاليف من جانب الحكومة، والتي يعتقدون أنها كانت تجني الأرباح من هذه السلاسل. في 1 مارس، استقال رئيس الوزراء أليكساندر مكسي. في 2 مارس، أعلن الرئيس صالح بريشا حالة الطوارئ. في 11 مارس، حقق الحزب الاشتراكي في ألبانيا نصرًا كبيرًا عندما عين زعيمه باشكيم فينو رئيسًا للوزراء. بيد أن نقل السلطة لم يوقف الاضطرابات، وانتشرت الاحتجاجات إلى شمال ألبانيا. على الرغم من أن الحكومة قمعت الثورات في الشمال، إلا أن قدرة الحكومة والجيش على الحفاظ على النظام بدأت في الانهيار، لا سيما في النصف الجنوبي من ألبانيا، الذي وقع تحت سيطرة المتمردين والعصابات الإجرامية.
امتدت المظاهرات إلى جميع مراكز التجمعات السكانية بحلول 13 مارس، وبدأت البلدان الأجنبية في إجلاء مواطنيها. شملت عمليات الإخلاء عملية ليبيل، وعملية سيلفر ويك، وعملية كوسماس. أذن مجلس الأمن التابع للأمم المتحدة، في القرار 1101، بدخول قوة قوامها 7,000 جنديًا في 28 مارس لتوجيه جهود الإغاثة واستعادة النظام في ألبانيا. خشيت الأمم المتحدة من انتشار الاضطرابات خارج حدود ألبانيا، وهجرة اللاجئين إلى مختلف أنحاء أوروبا. في 15 إبريل، بدأت عملية ألبا وساهمت في استعادة سيادة القانون في البلد. بعد الاضطرابات، مُنحت الأسلحة المنهوبة لجيش تحرير كوسوفو، وشق كثيرون طريقهم نحو حرب كوسوفو (1998-99). 

## الأسباب
في عام 1992 فاز الحزب الديمقراطي في ألبانيا بأول انتخابات حرة في البلاد، وأصبح صالح بريشا رئيسًا للبلاد. في منتصف تسعينيات القرن العشرين، كانت ألبانيا تتبنى اقتصاد السوق، بعد عقود من الاقتصاد الستاليني المخطط مركزيًا في عهد جمهورية ألبانيا الشعبية الاشتراكية. هيمن على النظام المالي غير المتطور سلسلة بونزي، ووافق المسؤولون الحكوميون على سلسلة من صناديق الاستثمار الهرمية. بحلول يناير 1997، لم تعد السلاسل (التي كانت الكثير منها واجهات لغسل الأموال والاتجار غير المشروع بالأسلحة) قادرة على تسديد المدفوعات. ارتفع عدد المستثمرين الذين أغرتهم الوعود بالغنى السريع ليشمل ثلثي السكان. تشير التقديرات إلى أن ما يقرب من 1.5 مليار دولار استثمرت في شركات تقدم أسعار فائدة شهرية تتراوح بين 10%-25%، في حين أن متوسط الدخل الشهري كان نحو 80 دولارًا. باع عدد كبير من الألبان مساكنهم للاستثمار، كما ساهم المهاجرون العاملون في اليونان وإيطاليا بموارد مالية إضافية لهذه السلاسل. 

### انتخابات 1996
في 26 مايو 1996، أجريت انتخابات عامة وفاز الحزب الديمقراطي بفارق كبير، واتهم الاشتراكيون الحكومة بالتزوير ورفضوا النتائج، وتركوا عملية الفرز، وقاطعوا البرلمان. في 20 أكتوبر، أجريت انتخابات محلية. فاز الحزب الديمقراطي مرة أخرى، ورفض الاشتراكيون هذه النتيجة أيضًا.

### الصراع بين الشمال والجنوب
كان أحد المواضيع الرئيسية لوسائل الإعلام والمحللين الغربيين خلال أعمال الشغب التي وقعت في مارس هو الفرقة بين الشمال والجنوب. ادعت صحف ومحطات تلفزيونية مختلفة أن التمرد لم يكن مجرد مواجهة بين القوتين السياسيتين الرئيسيتين، بل كان صدامًا بين الشماليين (الغيغز) الذين دعموا بريشا والجنوبيين (التوسك) الذين دعموا الحزب الاشتراكي.

### التسويق الهرمي
بدأت مشاريع التسويق الهرمي في عام 1991. استندت نشاطاتها إلى سداد مدفوعات المستثمرين القدامى باستخدام أموال ساهم بها مستثمرون جدد. كان المشروع الأول مشروعَ حاج الدين سديسه، الذي فر لاحقًا إلى سويسرا ومعه عدة ملايين من الدولارات. جاءت بعده في عام 1993 شركة «سوديا» العائدة لمقصودة كادانا، عاملةٌ في مصنع للأحذية، ثم مؤسسات «الشعب» بإدارة سياسي معارض، ومشروع «خافيري». بحلول نهاية عام 1996 بلغت مشاريع التسويق ذروتها. كانت أسعار الفائدة المقدمة عبرها مغرية للغاية؛ عرضت سوديا فوائد بنسبة 100%.
لم يُدان التسويق مباشرةً بسبب قانون مصرفي أُقر عام 1994 ولم يتضمن أي بند يقضي بإشراف البنك الوطني الألباني على البنوك التجارية، وذلك بناءً على توصية صندوق النقد الدولي (آي إم إف). غيّر صندوق النقد الدولي تلك التوصية بعد عامين، حين أصبحت العواقب واضحة للعيان. على الرغم من نصيحة صندوق النقد الدولي بإغلاق هذه المشاريع، استمرت الحكومة في السماح بها، وغالبًا ما شاركت فيها.
انهارت المشاريع أخيرًا بين 8 – 16 يناير 1997. في 22 يناير جمدت الحكومة شركتي خافيري والشعب. كانت «غياليكا»، شركةٌ أخرى منهم، على وشك الإفلاس، في حين استمرت «فيفا»، التي كانت تستثمر في الفنادق وصناعة الوقود والمصانع الألبانية، بعملها كالمعتاد.
وقعت الاحتجاجات العامة الأولى في 16 يناير جنوبَ البلاد. في 19 يناير، احتج المتظاهرون في العاصمة تيرانا على مشروع سوديا. في 24 يناير بدأ التمرد المفتوح فعليًا. سار آلاف الأشخاص في بلدة لوشنيه الغربية نحو دار البلدية احتجاجًا على دعم الحكومة للمشاريع، وسرعان ما تحول الاحتجاج إلى أعمال عنف. غُلبت بعد ذلك قوات الشرطة على أمرها وأُحرق دار البلدية والسينما المجاورة.
بعد يوم واحد، في 25 يناير، أُرسل زعيم الحزب الديمقراطي، تريتان شيهو، إلى لوشنيه لتسوية الوضع. فور وصوله، قبض عليه المتظاهرون واحتُجز رهينةً لعدة ساعات في ملعب المدينة حيث اعتُدي عليه بالضرب أيضًا. تدخلت وحدات القوات الخاصة الألبانية لتخليص شيهو. بحلول صباح يوم 26 يناير، تعرضت كل مؤسسة حكومية في المدنية للنهب والتدمير، باستثناء مبنى وزارة الداخلية الذي كان تحت حماية مدير الاتصالات وسبعة من مهندسيه وحارسٌ رفض التخلي عن وظيفته.
في 26 – 27 يناير اندلعت أعمال عنف في مدن جنوبية أخرى، بما في ذلك مدينة فلوره الساحلية الكبرى. في 30 يناير، شُكل ملتقى الديمقراطية من قِبل أحزاب المعارضة لمحاكمة الاحتجاجات وقيادتها. وُجه الغضب أيضًا نحو الرئيس صالح بريشا والحكومة لسماحهما باستمرار المشاريع رغم نصيحة صندوق النقد الدولي. أصبح العديد مقتنعًا بضرورة إزاحة الحزب الديمقراطي بالقوة مع تزايد الادعاءات القائلة بأن بريشا وآخرين في الحكومة قد استفادوا شخصيًا من مشاريع التسويق. كان هذا صحيحًا في فلوره بوجه خاص.
في 4 فبراير، بدأت الحكومة في توزيع التعويضات عن بعض الأموال المفقودة في الشركات التابعة للبنك الوطني التجاري الحكومي. عوضًا عن إخماد الاحتجاجات، جاءت هذه الخطوة بنتائج عكسية لأنها زادت من شكوك العامة. أدى شيك بمبلغ 550,000 دولار دفعته شركة «غياليكا» في 7 يناير للحزب الاشتراكي إلى تسريع انهيار الشركة. في 5 فبراير، أعلنت غياليكا إفلاسها وفي 6 فبراير استؤنفت الاحتجاجات العنيفة في فلوره. في 9 فبراير، تعرضت الشرطة للهجوم في فلوره، وبعد يوم واحد، في الجنوب أيضًا، هاجمت مجموعة من القوات الخاصة بلغت 50 جنديًا المتظاهرين وفرقتهم بوحشية.